# Napratki
Napratki (deutsch Mathildenhof) ist ein Wohnplatz in der Landgemeinde Kiwity (Kiwitten) im Powiat Lidzbarski der Woiwodschaft Ermland-Masuren in Polen. Er gehört zum Schulzenamt Napraty (Napratten) und liegt neun Kilometer nordöstlich der Kreisstadt Lidzbark Warmiński (Heilsberg).
Napratki liegt an einer Nebenstraße, die von der Landesstraße DK51 nach Napraty führt.

## Geschichte
Der einst Abbau Rehaag genannte Ort erhielt am 16. Juli 1859 den Namen Mathildenhof. Der große Hof zählte 1910 33 Einwohner und gehörte bis 1945 zur Gemeinde Napratten im ostpreußischen Kreis Heilsberg.
Von 1975 bis 1998 gehörte Napratki zur Woiwodschaft Olsztyn.
Über die Muttergemeinde Napratten gehörte das Gut zur römisch-katholischen Pfarrei Roggenhausen (polnisch Rogóż) sowie zur evangelischen Kirche Heilsberg.
Die nächste Bahnstation war Rogóż (Roggenhausen) an der bis 1992 bestehenden Bahnstrecke Lidzbark Warmiński–Bartoszyce (1916–1945 Heilsberg–Bartenstein–Friedland–Wehlau).